# Gmina Polk (hrabstwo Bremer)

Położenie Gminy Polk w hrabstwie Bremer

Gmina Polk (ang. Polk Township) – gmina w USA, w stanie Iowa, w hrabstwie Bremer. Według danych z 2000 roku gmina miała 991 mieszkańców. 